# رده‌بندی آمریکایی خاک

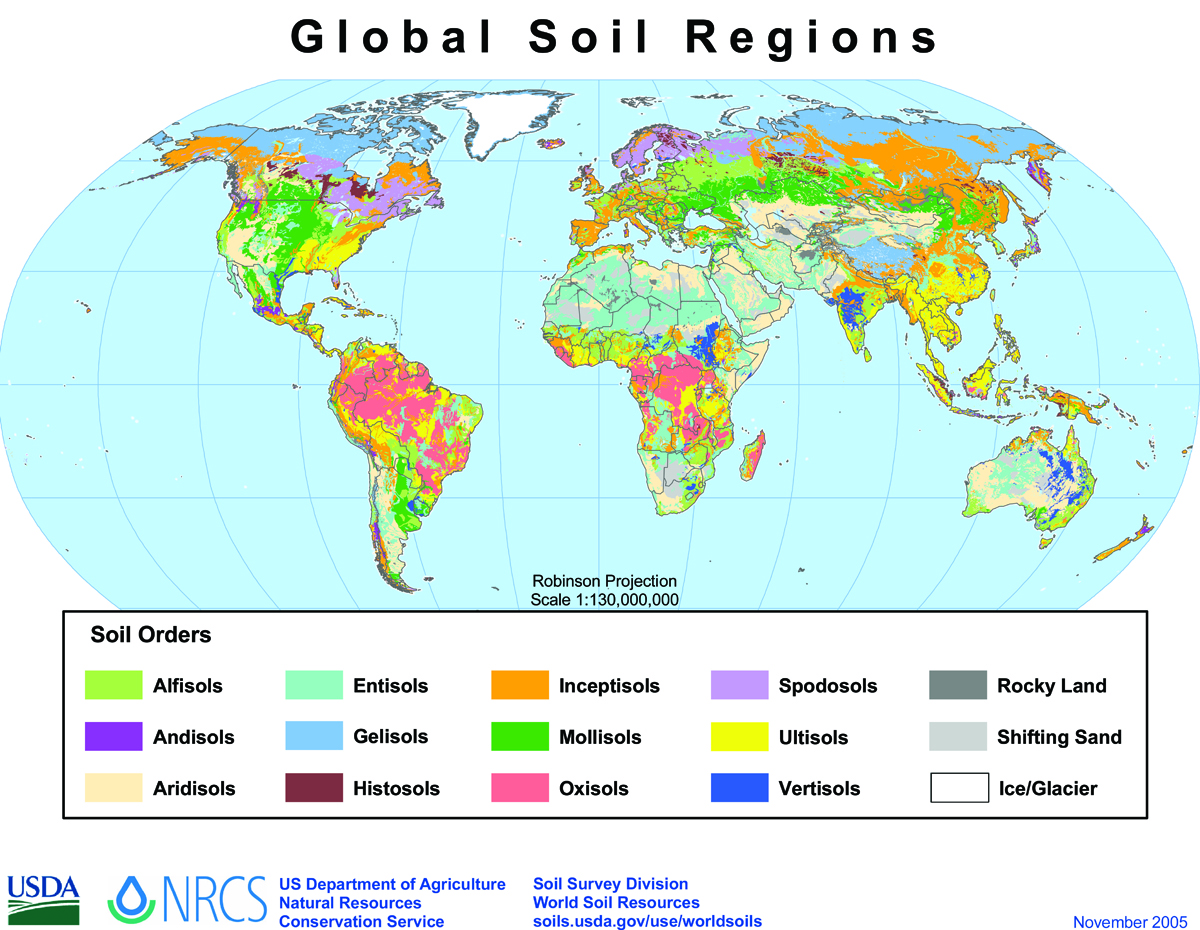
توزیع جهانی طبقه‌بندی خاک در سیستم طبقه‌بندی خاک آمریکایی. نسخه بسیار بزرگتری از نقشه نیز موجود است.

رده‌بندی آمریکایی خاک (به انگلیسی: USDA soil taxonomy) که توسط وزارت کشاورزی ایالات متحده آمریکا و تعاونی ملی تحقیقات خاک آمریکا تهیه شده‌است رده‌بندی مفصلی از انواع خاک را با توجه به چندین پارامتر (معمولاً خواص آنها) و در چندین سطح فراهم می‌کند: رده اصلی، رده فرعی، گروه بزرگ، زیر گروه، خانواده و سری‌ها. این رده‌بندی در ابتدا توسط گای دونالد اسمیت، مدیر سابق تحقیقات نقشه‌برداری خاک وزارت کشاورزی آمریکا انجام شد.

## کلیات
رده‌بندی یا تَکسونومی، نوعی چینش سیستماتیک است. رده‌بندی آمریکایی خاک دارای شش سطح از رده‌بندی است. این شش سطح، از خاک‌های عمومی تا خاک‌های خاص چیده شده‌اند: رده اصلی، رده فرعی، گروه بزرگ، زیر گروه، خانواده و سری‌ها. در این سیستم از خصوصیاتی که به‌طور کمی قابل اندازه‌گیری باشد، استفاده می‌شود. این خصوصیات عبارتند از: عمق، رطوبت، دما، بافت، ساختار، ظرفیت تبادل کاتیونی، اشباع پایه، کانی‌شناسی رس، درصد مواد آلی و درصد نمک. ۱۲ رده خاک (بالاترین سطح از سلسله مراتب) در این رده‌بندی وجود دارد. نام رده‌ها با پسوند -sol پایان می‌یابد. معیار اختلاف رده‌ها، خصوصیاتی است که اختلافات عمده‌ای را در پیدایش خاک نشان می‌دهد. این رده‌ها عبارتند از:
- آلفیسول (Alfisol): خاک‌های دارای آلومینیوم و آهن. آنها دارای افق‌های تجمع رس هستند و در جایی ایجاد می‌شوند که برای حداقل سه ماه از سال، دارای رطوبت کافی و گرما برای رشد گیاهان باشند. تقریباً ۱۰٪ از خاک‌های جهان، آلفیسول می‌باشد.
- آندیسول (Andisol): خاک‌هایی که از خاکسترهای آتشفشانی تشکیل شده‌اند. این خاک‌ها جوان و بسیار حاصلخیز هستند. آندیسول‌ها ۱٪ از سطح زمین بدون یخ را پوشش می‌دهند.
- آریدیسول (Aridisol): خاک‌های خشکی هستند که در شرایط بیابانی تشکیل می‌شوند که در طول فصل رشد کمتر از ۹۰ روز متوالی رطوبت دارند و نشُسته هستند. آنها تقریباً ۱۲٪ از خاک‌های زمین را شامل می‌شوند. تشکیل این خاک‌ها آهسته بوده و دارای مواد آلی مجتمع بسیار کمی هستند. این خاک‌ها ممکن است دارای مناطق زیر سطحی کالیش یا دوریپان باشند. بسیاری از آریدیسول‌ها دارای افق‌های Bt خوب توسعه یافته‌ای هستند که نشان‌دهنده حرکت رس در دوره‌های گذشته توسط رطوبت بیشتر است.
- اِنتی سول (Entisol): خاک‌هایی که به تازگی تشکیل شده‌اند و فاقد افق‌های توسعه یافته هستند. بعضی از این خاک‌ها به‌طور معمول در رسوبات ناسازگار رودخانه و ساحل شن و ماسه و خاک رسی یا خاکستر آتشفشانی دیده می‌شوند، و بعضی در بالای سنگ بستر، افق A دارند. این خاک‌ها ۱۸٪ از خاک‌های جهان را تشکیل می‌دهند.
- ژلیسول (Gelisol): خاک‌های منجمدی هستند که لایه منجمد دائمی آن تا عمق دو متر از سطح امتداد داشته یا مواد ژلی و منجمد تا عمق یک متر امتداد دارند. ۹ درصد از خاک‌های جهان از این نوع است.
- هیستوسول (Histosol): خاک‌های آلی هستند، که قبلاً خاک باتلاق نامیده می‌شدند، و ۱٪ از خاک‌های سراسر جهان را تشکیل می‌دهند.
- اینسپتی سول (Inceptisol): خاک‌های جوان هستند. این خاک‌ها دارای افق‌های شکل‌گرفته زیرسطحی هستند اما از آبرفت و خاک باداورده و متراکم کمی برخوردارند. آنها ۱۵٪ از خاک‌های جهان را تشکیل می‌دهند.
- مولیسول (Mollisol): خاک حاصلخیز نرم، عمیق و تیره در چمنزارها و برخی جنگل‌های چوب سخت است که دارای افق A بسیار ضخیم است. این خاک‌ها ۷٪ از خاک‌های جهان را تشکیل می‌دهند.
- اُکسیسول (Oxisol): خاک‌هایی هستند که در معرض آب و هوای شدید قرار داشته و غنی از اکسیدهای آهن و آلومینیوم (Sesquioxide) یا کائولین است اما دارای سیلیس کمی است. این خاک‌ها به دلیل بارندگی شدید گرمسیری و دمای بالا و CEC کم رس‌های باقیمانده، عناصر غذایی بسیار کمی دارند. اکسیسول ۸٪ از خاک‌های جهان را تشکیل می‌دهد.
- اسپودوسول (Spodosol): خاک‌های اسیدی دارای لایه آلی کلوئیدی که با آهن و آلومینیوم شسسته شده از لایه بالایی مجتمع شده‌است. این خاک در جنگل‌های درختان مخروطی و برگریز آب و هوای خنک متداول است. اسپودوسول ۴٪ از خاک‌های جهان را تشکیل می‌دهد.
- اولتیسول (Ultisol): خاک‌های اسیدی در مناطق گرمسیری و نیمه گرمسیری مرطوب، که کلسیم، منیزیم و پتاسیم (مواد مغذی مهم گیاه) آن تمام شده‌است. این خاک‌ها نیز مانند اکسیسول‌ها در معرض آب و هوای شدید، اما نه به شدت آن، قرار دارند. اولتیسول ۸٪ از خاک کره زمین را تشکیل می‌دهد.
- ورتیسول (Vertisol): خاک‌های وارونه هستند. این خاک‌ها غنی از رس بوده و هنگام خیس شدن متورم شده و پس از خشک شدن دوباره منقبض می‌شوند و اغلب ترک‌های عمیقی ایجاد می‌کنند که لایه‌های سطحی می‌توانند در آنها سقوط کنند. به دلیل نرخ انبساط بالای آنها، کشاورزی یا ساخت جاده و ساختمان در آنها دشوار است. آنها ۲٪ از خاک‌های جهان را تشکیل می‌دهند.

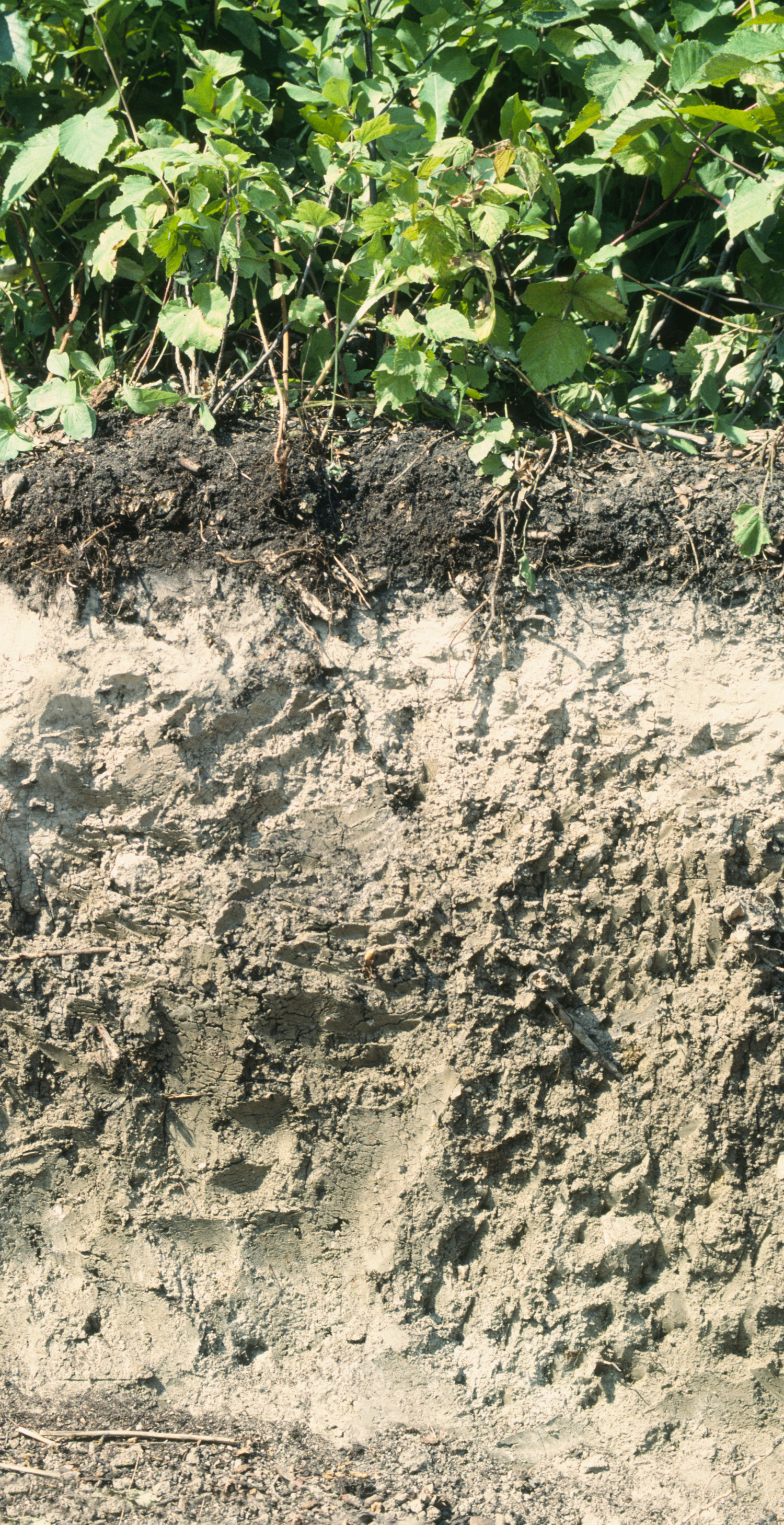
آلفیسول
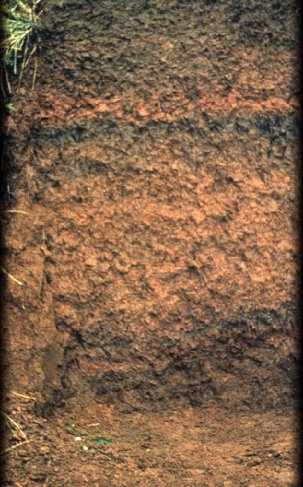
آندیسول
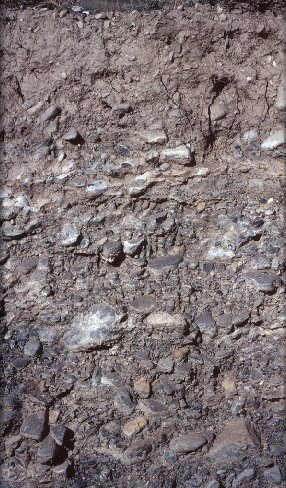
آریدیسول
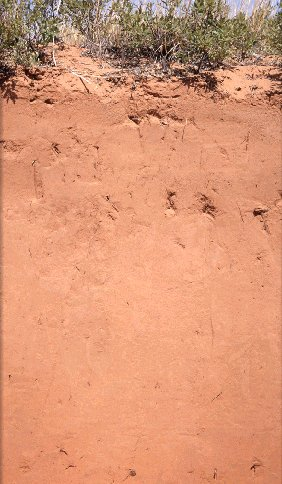
اِنتی سول
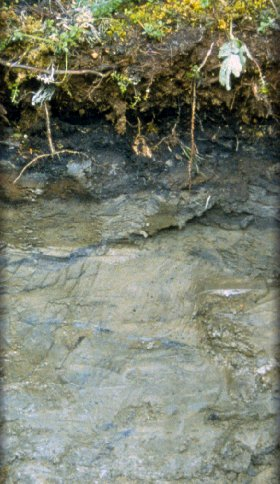
ژلیسول
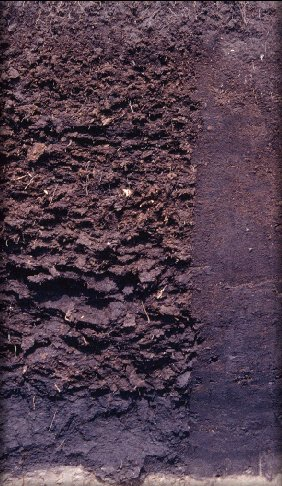
هیستوسول
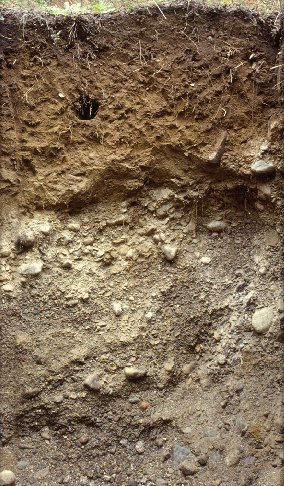
اینسپتی سول
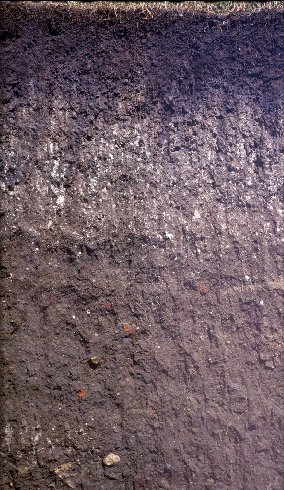
مولیسول
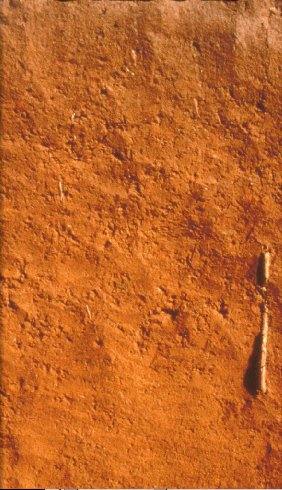
اُکسیسول
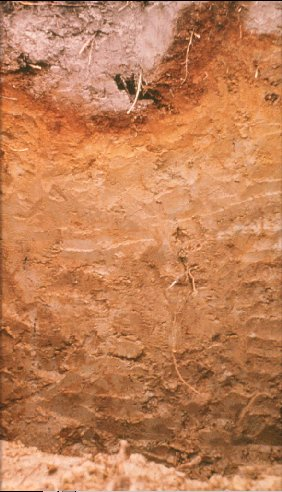
اسپودوسول
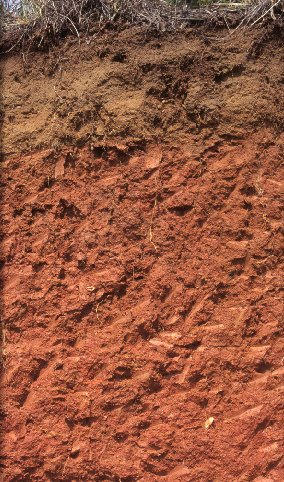
اولتیسول
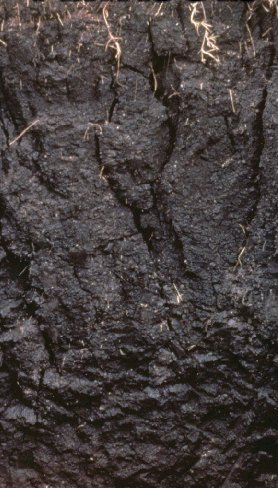
ورتیسول

درصدهای ذکر شده در بالا مربوط به مناطق خشک بدون یخ است. «خاک‌های کوهستان»، که موازنه ۱۰۰٪ را تکمیل می‌کنند (۱۱٫۶٪)، مخلوطی از موارد ذکر شده در بالا است، یا به عنوان «کوه‌های ناهموار» رده‌بندی می‌شوند که هیچ خاکی ندارند.
رده‌های خاک فوق به ترتیب افزایش درجه تکامل عبارتند از: انتیسول‌ها، اینسپتی‌سول‌ها، آریدیسول‌ها، مولیسول‌ها، آلفیسول‌ها، اسپودوسول‌ها، اولتیسول‌ها و اکسی‌سول‌ها. هیستوسول‌ها و ورتیسول‌ها ممکن است در هر زمان از مراحل رشد در هر یک از موارد فوق ظاهر شوند.
رده‌های فرعی داخل یک رده اصلی خاک براساس خصوصیات و افق خاک که به رطوبت و درجه حرارت خاک بستگی دارد، تفکیک می‌شوند. چهل و هفت رده فرعی در ایالات متحده شناخته شده‌است.